# Wang Bingyu
Wang Bingyu (Chinees: 王冰玉; Harbin, 7 oktober 1984) is een Chinese curler.

## Biografie
Wang begon op zestienjarige leeftijd met curling. In 2004 was ze voor het eerst skip van het Chinese nationale curlingteam. Op het Pacifisch-Aziatisch kampioenschap won ze meteen zilver. Het was het begin van een succesvolle carrière. Tot op heden won ze al zes keer de regionale titel en haalde ze nog vijf keer de finale.
In 2005 nam ze voor het eerst deel aan het wereldkampioenschap. In 2008 haalde ze voor het eerst de finale, die evenwel verloren werd. Een jaar later was het wel raak. Hiermee werd China het eerste Aziatische land dat wereldkampioen curling werd. In 2011 won ze nog een bronzen medaille.
Op de Olympische Winterspelen was Wang tot op heden drie keer present. Bij de eerste deelname in 2010 won China brons. In 2014 en 2018 eindigde ze respectievelijk als zevende en als vijfde.